# 沛郡
沛郡（はい-ぐん）は、中国にかつて存在した郡。現在の安徽省の北部、河南省の東境部、江蘇省の北西端、山東省南西の一部にまたがる。

## 歴史
『漢書』によれば秦が設けた泗水郡が前身である。淮河・沂水・濰水・泗水が流れたことから四川郡と命名されたものが誤記されたものとする説も存在している。秦代の郡治は相県に設置され、現在の江蘇省南部徐州市周辺から河南省南東部及び安徽省淮北市、宿州市などを管轄していた。
沛県出身の劉邦が漢朝を建てると泗水郡は沛郡と改称され、旧泗水郡の彭城（現在の徐州市）及びその付近には楚国が設置された。所轄は37県。相県・竜亢県・竹県・穀陽県・蕭県・向県・銍県・広戚県・下蔡県・豊県・鄲県・譙県・蘄県・虹県・輒与県・山桑県・公丘県・符離県・敬丘県・夏丘県・洨県・沛県（小沛）・芒県・建成県・城父県・建平県・酇県・栗県・扶陽県・高県・高柴県・漂陽県・平阿県・東郷県・臨都県・義成県・祁郷県である。前漢末に40万9079戸、203万480人があった。
王莽のとき、吾符郡（ごふぐん）と改称された。後漢が建てられると、沛郡の称にもどされた。
後漢のとき、沛郡は沛国と改められ、旧沛郡南西部は汝南郡に移管された。
三国時代になると沛国譙県出身の曹操が魏朝を建国、沛郡の大部分を新設した譙郡の管轄とし、沛郡はわずか9県の管轄とその規模は大幅に縮小している。
南北朝末期、北周により沛郡は彭城郡に編入され、沛郡の行政区画名称は消滅した。